# Либуркин, Марк Савельевич
Марк Саве́льевич Либу́ркин (31 августа 1910, Витебск — 5 марта 1953, Москва) — советский шахматный композитор, один из крупнейших этюдистов советского периода.

## Биография
Сын торговца аптекарскими товарами Шевеля Боруховича Либуркина. В 1933 году окончил бухгалтерские курсы, работал бухгалтером в Москве. Награждён медалью «За доблестный труд».
Публиковал шахматные этюды с 1927 года, всего опубликовал около 110 этюдов, 53 из них отмечены отличиями на конкурсах, в том числе 33 удостоены призов (12 — первых). Любимая область — миниатюры. Результаты в личных первенствах СССР по шахматной композиции:
- 1947 (I чемпионат) — 6-е
- 1948 (II-й) — 1-2-е (с В. Корольковым)
- 1952 (III-й) — 1-е место.

23 композиции Либуркина вошли в «Альбомы ФИДЕ».
Редактировал отдел этюдов журнала «Шахматы в СССР» с 1945 года до конца жизни. Скончался  в Москве после тяжёлой болезни в возрасте 42 лет.

## Оценки
В. А. Корольков:

У Либуркина не так много произведений. Взыскательный мастер, он подвергает все свои работы продолжительной филигранной обработке, но большинство его этюдов достойно войти в золотой фонд советской шахматной композиции!

Р. М. Кофман:

Свои всегда оригинальные свежие замыслы М. Либуркин воплощал в кристально чистой, предельно экономичной форме.

## Этюды
|   | a | b | c | d | e | f | g | h |   |
| - | --- | --- | --- | --- | --- | --- | --- | --- | - |
| 8 | f8 чёрный король · h8 белый конь · f7 белый слон · d6 чёрная пешка · c5 чёрный слон · a3 белая пешка · d3 белая пешка · d2 белая пешка · b1 белый король · d1 чёрный слон | f8 чёрный король · h8 белый конь · f7 белый слон · d6 чёрная пешка · c5 чёрный слон · a3 белая пешка · d3 белая пешка · d2 белая пешка · b1 белый король · d1 чёрный слон | f8 чёрный король · h8 белый конь · f7 белый слон · d6 чёрная пешка · c5 чёрный слон · a3 белая пешка · d3 белая пешка · d2 белая пешка · b1 белый король · d1 чёрный слон | f8 чёрный король · h8 белый конь · f7 белый слон · d6 чёрная пешка · c5 чёрный слон · a3 белая пешка · d3 белая пешка · d2 белая пешка · b1 белый король · d1 чёрный слон | f8 чёрный король · h8 белый конь · f7 белый слон · d6 чёрная пешка · c5 чёрный слон · a3 белая пешка · d3 белая пешка · d2 белая пешка · b1 белый король · d1 чёрный слон | f8 чёрный король · h8 белый конь · f7 белый слон · d6 чёрная пешка · c5 чёрный слон · a3 белая пешка · d3 белая пешка · d2 белая пешка · b1 белый король · d1 чёрный слон | f8 чёрный король · h8 белый конь · f7 белый слон · d6 чёрная пешка · c5 чёрный слон · a3 белая пешка · d3 белая пешка · d2 белая пешка · b1 белый король · d1 чёрный слон | f8 чёрный король · h8 белый конь · f7 белый слон · d6 чёрная пешка · c5 чёрный слон · a3 белая пешка · d3 белая пешка · d2 белая пешка · b1 белый король · d1 чёрный слон | 8 |
| 7 | f8 чёрный король · h8 белый конь · f7 белый слон · d6 чёрная пешка · c5 чёрный слон · a3 белая пешка · d3 белая пешка · d2 белая пешка · b1 белый король · d1 чёрный слон | f8 чёрный король · h8 белый конь · f7 белый слон · d6 чёрная пешка · c5 чёрный слон · a3 белая пешка · d3 белая пешка · d2 белая пешка · b1 белый король · d1 чёрный слон | f8 чёрный король · h8 белый конь · f7 белый слон · d6 чёрная пешка · c5 чёрный слон · a3 белая пешка · d3 белая пешка · d2 белая пешка · b1 белый король · d1 чёрный слон | f8 чёрный король · h8 белый конь · f7 белый слон · d6 чёрная пешка · c5 чёрный слон · a3 белая пешка · d3 белая пешка · d2 белая пешка · b1 белый король · d1 чёрный слон | f8 чёрный король · h8 белый конь · f7 белый слон · d6 чёрная пешка · c5 чёрный слон · a3 белая пешка · d3 белая пешка · d2 белая пешка · b1 белый король · d1 чёрный слон | f8 чёрный король · h8 белый конь · f7 белый слон · d6 чёрная пешка · c5 чёрный слон · a3 белая пешка · d3 белая пешка · d2 белая пешка · b1 белый король · d1 чёрный слон | f8 чёрный король · h8 белый конь · f7 белый слон · d6 чёрная пешка · c5 чёрный слон · a3 белая пешка · d3 белая пешка · d2 белая пешка · b1 белый король · d1 чёрный слон | f8 чёрный король · h8 белый конь · f7 белый слон · d6 чёрная пешка · c5 чёрный слон · a3 белая пешка · d3 белая пешка · d2 белая пешка · b1 белый король · d1 чёрный слон | 7 |
| 6 | f8 чёрный король · h8 белый конь · f7 белый слон · d6 чёрная пешка · c5 чёрный слон · a3 белая пешка · d3 белая пешка · d2 белая пешка · b1 белый король · d1 чёрный слон | f8 чёрный король · h8 белый конь · f7 белый слон · d6 чёрная пешка · c5 чёрный слон · a3 белая пешка · d3 белая пешка · d2 белая пешка · b1 белый король · d1 чёрный слон | f8 чёрный король · h8 белый конь · f7 белый слон · d6 чёрная пешка · c5 чёрный слон · a3 белая пешка · d3 белая пешка · d2 белая пешка · b1 белый король · d1 чёрный слон | f8 чёрный король · h8 белый конь · f7 белый слон · d6 чёрная пешка · c5 чёрный слон · a3 белая пешка · d3 белая пешка · d2 белая пешка · b1 белый король · d1 чёрный слон | f8 чёрный король · h8 белый конь · f7 белый слон · d6 чёрная пешка · c5 чёрный слон · a3 белая пешка · d3 белая пешка · d2 белая пешка · b1 белый король · d1 чёрный слон | f8 чёрный король · h8 белый конь · f7 белый слон · d6 чёрная пешка · c5 чёрный слон · a3 белая пешка · d3 белая пешка · d2 белая пешка · b1 белый король · d1 чёрный слон | f8 чёрный король · h8 белый конь · f7 белый слон · d6 чёрная пешка · c5 чёрный слон · a3 белая пешка · d3 белая пешка · d2 белая пешка · b1 белый король · d1 чёрный слон | f8 чёрный король · h8 белый конь · f7 белый слон · d6 чёрная пешка · c5 чёрный слон · a3 белая пешка · d3 белая пешка · d2 белая пешка · b1 белый король · d1 чёрный слон | 6 |
| 5 | f8 чёрный король · h8 белый конь · f7 белый слон · d6 чёрная пешка · c5 чёрный слон · a3 белая пешка · d3 белая пешка · d2 белая пешка · b1 белый король · d1 чёрный слон | f8 чёрный король · h8 белый конь · f7 белый слон · d6 чёрная пешка · c5 чёрный слон · a3 белая пешка · d3 белая пешка · d2 белая пешка · b1 белый король · d1 чёрный слон | f8 чёрный король · h8 белый конь · f7 белый слон · d6 чёрная пешка · c5 чёрный слон · a3 белая пешка · d3 белая пешка · d2 белая пешка · b1 белый король · d1 чёрный слон | f8 чёрный король · h8 белый конь · f7 белый слон · d6 чёрная пешка · c5 чёрный слон · a3 белая пешка · d3 белая пешка · d2 белая пешка · b1 белый король · d1 чёрный слон | f8 чёрный король · h8 белый конь · f7 белый слон · d6 чёрная пешка · c5 чёрный слон · a3 белая пешка · d3 белая пешка · d2 белая пешка · b1 белый король · d1 чёрный слон | f8 чёрный король · h8 белый конь · f7 белый слон · d6 чёрная пешка · c5 чёрный слон · a3 белая пешка · d3 белая пешка · d2 белая пешка · b1 белый король · d1 чёрный слон | f8 чёрный король · h8 белый конь · f7 белый слон · d6 чёрная пешка · c5 чёрный слон · a3 белая пешка · d3 белая пешка · d2 белая пешка · b1 белый король · d1 чёрный слон | f8 чёрный король · h8 белый конь · f7 белый слон · d6 чёрная пешка · c5 чёрный слон · a3 белая пешка · d3 белая пешка · d2 белая пешка · b1 белый король · d1 чёрный слон | 5 |
| 4 | f8 чёрный король · h8 белый конь · f7 белый слон · d6 чёрная пешка · c5 чёрный слон · a3 белая пешка · d3 белая пешка · d2 белая пешка · b1 белый король · d1 чёрный слон | f8 чёрный король · h8 белый конь · f7 белый слон · d6 чёрная пешка · c5 чёрный слон · a3 белая пешка · d3 белая пешка · d2 белая пешка · b1 белый король · d1 чёрный слон | f8 чёрный король · h8 белый конь · f7 белый слон · d6 чёрная пешка · c5 чёрный слон · a3 белая пешка · d3 белая пешка · d2 белая пешка · b1 белый король · d1 чёрный слон | f8 чёрный король · h8 белый конь · f7 белый слон · d6 чёрная пешка · c5 чёрный слон · a3 белая пешка · d3 белая пешка · d2 белая пешка · b1 белый король · d1 чёрный слон | f8 чёрный король · h8 белый конь · f7 белый слон · d6 чёрная пешка · c5 чёрный слон · a3 белая пешка · d3 белая пешка · d2 белая пешка · b1 белый король · d1 чёрный слон | f8 чёрный король · h8 белый конь · f7 белый слон · d6 чёрная пешка · c5 чёрный слон · a3 белая пешка · d3 белая пешка · d2 белая пешка · b1 белый король · d1 чёрный слон | f8 чёрный король · h8 белый конь · f7 белый слон · d6 чёрная пешка · c5 чёрный слон · a3 белая пешка · d3 белая пешка · d2 белая пешка · b1 белый король · d1 чёрный слон | f8 чёрный король · h8 белый конь · f7 белый слон · d6 чёрная пешка · c5 чёрный слон · a3 белая пешка · d3 белая пешка · d2 белая пешка · b1 белый король · d1 чёрный слон | 4 |
| 3 | f8 чёрный король · h8 белый конь · f7 белый слон · d6 чёрная пешка · c5 чёрный слон · a3 белая пешка · d3 белая пешка · d2 белая пешка · b1 белый король · d1 чёрный слон | f8 чёрный король · h8 белый конь · f7 белый слон · d6 чёрная пешка · c5 чёрный слон · a3 белая пешка · d3 белая пешка · d2 белая пешка · b1 белый король · d1 чёрный слон | f8 чёрный король · h8 белый конь · f7 белый слон · d6 чёрная пешка · c5 чёрный слон · a3 белая пешка · d3 белая пешка · d2 белая пешка · b1 белый король · d1 чёрный слон | f8 чёрный король · h8 белый конь · f7 белый слон · d6 чёрная пешка · c5 чёрный слон · a3 белая пешка · d3 белая пешка · d2 белая пешка · b1 белый король · d1 чёрный слон | f8 чёрный король · h8 белый конь · f7 белый слон · d6 чёрная пешка · c5 чёрный слон · a3 белая пешка · d3 белая пешка · d2 белая пешка · b1 белый король · d1 чёрный слон | f8 чёрный король · h8 белый конь · f7 белый слон · d6 чёрная пешка · c5 чёрный слон · a3 белая пешка · d3 белая пешка · d2 белая пешка · b1 белый король · d1 чёрный слон | f8 чёрный король · h8 белый конь · f7 белый слон · d6 чёрная пешка · c5 чёрный слон · a3 белая пешка · d3 белая пешка · d2 белая пешка · b1 белый король · d1 чёрный слон | f8 чёрный король · h8 белый конь · f7 белый слон · d6 чёрная пешка · c5 чёрный слон · a3 белая пешка · d3 белая пешка · d2 белая пешка · b1 белый король · d1 чёрный слон | 3 |
| 2 | f8 чёрный король · h8 белый конь · f7 белый слон · d6 чёрная пешка · c5 чёрный слон · a3 белая пешка · d3 белая пешка · d2 белая пешка · b1 белый король · d1 чёрный слон | f8 чёрный король · h8 белый конь · f7 белый слон · d6 чёрная пешка · c5 чёрный слон · a3 белая пешка · d3 белая пешка · d2 белая пешка · b1 белый король · d1 чёрный слон | f8 чёрный король · h8 белый конь · f7 белый слон · d6 чёрная пешка · c5 чёрный слон · a3 белая пешка · d3 белая пешка · d2 белая пешка · b1 белый король · d1 чёрный слон | f8 чёрный король · h8 белый конь · f7 белый слон · d6 чёрная пешка · c5 чёрный слон · a3 белая пешка · d3 белая пешка · d2 белая пешка · b1 белый король · d1 чёрный слон | f8 чёрный король · h8 белый конь · f7 белый слон · d6 чёрная пешка · c5 чёрный слон · a3 белая пешка · d3 белая пешка · d2 белая пешка · b1 белый король · d1 чёрный слон | f8 чёрный король · h8 белый конь · f7 белый слон · d6 чёрная пешка · c5 чёрный слон · a3 белая пешка · d3 белая пешка · d2 белая пешка · b1 белый король · d1 чёрный слон | f8 чёрный король · h8 белый конь · f7 белый слон · d6 чёрная пешка · c5 чёрный слон · a3 белая пешка · d3 белая пешка · d2 белая пешка · b1 белый король · d1 чёрный слон | f8 чёрный король · h8 белый конь · f7 белый слон · d6 чёрная пешка · c5 чёрный слон · a3 белая пешка · d3 белая пешка · d2 белая пешка · b1 белый король · d1 чёрный слон | 2 |
| 1 | f8 чёрный король · h8 белый конь · f7 белый слон · d6 чёрная пешка · c5 чёрный слон · a3 белая пешка · d3 белая пешка · d2 белая пешка · b1 белый король · d1 чёрный слон | f8 чёрный король · h8 белый конь · f7 белый слон · d6 чёрная пешка · c5 чёрный слон · a3 белая пешка · d3 белая пешка · d2 белая пешка · b1 белый король · d1 чёрный слон | f8 чёрный король · h8 белый конь · f7 белый слон · d6 чёрная пешка · c5 чёрный слон · a3 белая пешка · d3 белая пешка · d2 белая пешка · b1 белый король · d1 чёрный слон | f8 чёрный король · h8 белый конь · f7 белый слон · d6 чёрная пешка · c5 чёрный слон · a3 белая пешка · d3 белая пешка · d2 белая пешка · b1 белый король · d1 чёрный слон | f8 чёрный король · h8 белый конь · f7 белый слон · d6 чёрная пешка · c5 чёрный слон · a3 белая пешка · d3 белая пешка · d2 белая пешка · b1 белый король · d1 чёрный слон | f8 чёрный король · h8 белый конь · f7 белый слон · d6 чёрная пешка · c5 чёрный слон · a3 белая пешка · d3 белая пешка · d2 белая пешка · b1 белый король · d1 чёрный слон | f8 чёрный король · h8 белый конь · f7 белый слон · d6 чёрная пешка · c5 чёрный слон · a3 белая пешка · d3 белая пешка · d2 белая пешка · b1 белый король · d1 чёрный слон | f8 чёрный король · h8 белый конь · f7 белый слон · d6 чёрная пешка · c5 чёрный слон · a3 белая пешка · d3 белая пешка · d2 белая пешка · b1 белый король · d1 чёрный слон | 1 |
|   | a | b | c | d | e | f | g | h |   |

1.Крc1 Сg4 (сильнейший ход) 

2.Сg6 Крg7 

3.d4! С:a3+ 

4.Крc2 Сe6 

5.Сf7! Сf5+ (5…С:f7 6.К:f7 Кр:f7 7.Крb3 Сс1 8.Крc2 — ничья) 

6.Крb3 Сc1 

7.Сg6! Сe6+

8.Крc2 Сa3

9.Сf7! — позиционная ничья.
|   | a | b | c | d | e | f | g | h |   |
| - | --- | --- | --- | --- | --- | --- | --- | --- | - |
| 8 | g8 белый конь · h8 чёрный конь · f7 белый конь · g6 белая пешка · a4 белый король · b4 чёрная пешка · a3 чёрная пешка · f3 чёрный король | g8 белый конь · h8 чёрный конь · f7 белый конь · g6 белая пешка · a4 белый король · b4 чёрная пешка · a3 чёрная пешка · f3 чёрный король | g8 белый конь · h8 чёрный конь · f7 белый конь · g6 белая пешка · a4 белый король · b4 чёрная пешка · a3 чёрная пешка · f3 чёрный король | g8 белый конь · h8 чёрный конь · f7 белый конь · g6 белая пешка · a4 белый король · b4 чёрная пешка · a3 чёрная пешка · f3 чёрный король | g8 белый конь · h8 чёрный конь · f7 белый конь · g6 белая пешка · a4 белый король · b4 чёрная пешка · a3 чёрная пешка · f3 чёрный король | g8 белый конь · h8 чёрный конь · f7 белый конь · g6 белая пешка · a4 белый король · b4 чёрная пешка · a3 чёрная пешка · f3 чёрный король | g8 белый конь · h8 чёрный конь · f7 белый конь · g6 белая пешка · a4 белый король · b4 чёрная пешка · a3 чёрная пешка · f3 чёрный король | g8 белый конь · h8 чёрный конь · f7 белый конь · g6 белая пешка · a4 белый король · b4 чёрная пешка · a3 чёрная пешка · f3 чёрный король | 8 |
| 7 | g8 белый конь · h8 чёрный конь · f7 белый конь · g6 белая пешка · a4 белый король · b4 чёрная пешка · a3 чёрная пешка · f3 чёрный король | g8 белый конь · h8 чёрный конь · f7 белый конь · g6 белая пешка · a4 белый король · b4 чёрная пешка · a3 чёрная пешка · f3 чёрный король | g8 белый конь · h8 чёрный конь · f7 белый конь · g6 белая пешка · a4 белый король · b4 чёрная пешка · a3 чёрная пешка · f3 чёрный король | g8 белый конь · h8 чёрный конь · f7 белый конь · g6 белая пешка · a4 белый король · b4 чёрная пешка · a3 чёрная пешка · f3 чёрный король | g8 белый конь · h8 чёрный конь · f7 белый конь · g6 белая пешка · a4 белый король · b4 чёрная пешка · a3 чёрная пешка · f3 чёрный король | g8 белый конь · h8 чёрный конь · f7 белый конь · g6 белая пешка · a4 белый король · b4 чёрная пешка · a3 чёрная пешка · f3 чёрный король | g8 белый конь · h8 чёрный конь · f7 белый конь · g6 белая пешка · a4 белый король · b4 чёрная пешка · a3 чёрная пешка · f3 чёрный король | g8 белый конь · h8 чёрный конь · f7 белый конь · g6 белая пешка · a4 белый король · b4 чёрная пешка · a3 чёрная пешка · f3 чёрный король | 7 |
| 6 | g8 белый конь · h8 чёрный конь · f7 белый конь · g6 белая пешка · a4 белый король · b4 чёрная пешка · a3 чёрная пешка · f3 чёрный король | g8 белый конь · h8 чёрный конь · f7 белый конь · g6 белая пешка · a4 белый король · b4 чёрная пешка · a3 чёрная пешка · f3 чёрный король | g8 белый конь · h8 чёрный конь · f7 белый конь · g6 белая пешка · a4 белый король · b4 чёрная пешка · a3 чёрная пешка · f3 чёрный король | g8 белый конь · h8 чёрный конь · f7 белый конь · g6 белая пешка · a4 белый король · b4 чёрная пешка · a3 чёрная пешка · f3 чёрный король | g8 белый конь · h8 чёрный конь · f7 белый конь · g6 белая пешка · a4 белый король · b4 чёрная пешка · a3 чёрная пешка · f3 чёрный король | g8 белый конь · h8 чёрный конь · f7 белый конь · g6 белая пешка · a4 белый король · b4 чёрная пешка · a3 чёрная пешка · f3 чёрный король | g8 белый конь · h8 чёрный конь · f7 белый конь · g6 белая пешка · a4 белый король · b4 чёрная пешка · a3 чёрная пешка · f3 чёрный король | g8 белый конь · h8 чёрный конь · f7 белый конь · g6 белая пешка · a4 белый король · b4 чёрная пешка · a3 чёрная пешка · f3 чёрный король | 6 |
| 5 | g8 белый конь · h8 чёрный конь · f7 белый конь · g6 белая пешка · a4 белый король · b4 чёрная пешка · a3 чёрная пешка · f3 чёрный король | g8 белый конь · h8 чёрный конь · f7 белый конь · g6 белая пешка · a4 белый король · b4 чёрная пешка · a3 чёрная пешка · f3 чёрный король | g8 белый конь · h8 чёрный конь · f7 белый конь · g6 белая пешка · a4 белый король · b4 чёрная пешка · a3 чёрная пешка · f3 чёрный король | g8 белый конь · h8 чёрный конь · f7 белый конь · g6 белая пешка · a4 белый король · b4 чёрная пешка · a3 чёрная пешка · f3 чёрный король | g8 белый конь · h8 чёрный конь · f7 белый конь · g6 белая пешка · a4 белый король · b4 чёрная пешка · a3 чёрная пешка · f3 чёрный король | g8 белый конь · h8 чёрный конь · f7 белый конь · g6 белая пешка · a4 белый король · b4 чёрная пешка · a3 чёрная пешка · f3 чёрный король | g8 белый конь · h8 чёрный конь · f7 белый конь · g6 белая пешка · a4 белый король · b4 чёрная пешка · a3 чёрная пешка · f3 чёрный король | g8 белый конь · h8 чёрный конь · f7 белый конь · g6 белая пешка · a4 белый король · b4 чёрная пешка · a3 чёрная пешка · f3 чёрный король | 5 |
| 4 | g8 белый конь · h8 чёрный конь · f7 белый конь · g6 белая пешка · a4 белый король · b4 чёрная пешка · a3 чёрная пешка · f3 чёрный король | g8 белый конь · h8 чёрный конь · f7 белый конь · g6 белая пешка · a4 белый король · b4 чёрная пешка · a3 чёрная пешка · f3 чёрный король | g8 белый конь · h8 чёрный конь · f7 белый конь · g6 белая пешка · a4 белый король · b4 чёрная пешка · a3 чёрная пешка · f3 чёрный король | g8 белый конь · h8 чёрный конь · f7 белый конь · g6 белая пешка · a4 белый король · b4 чёрная пешка · a3 чёрная пешка · f3 чёрный король | g8 белый конь · h8 чёрный конь · f7 белый конь · g6 белая пешка · a4 белый король · b4 чёрная пешка · a3 чёрная пешка · f3 чёрный король | g8 белый конь · h8 чёрный конь · f7 белый конь · g6 белая пешка · a4 белый король · b4 чёрная пешка · a3 чёрная пешка · f3 чёрный король | g8 белый конь · h8 чёрный конь · f7 белый конь · g6 белая пешка · a4 белый король · b4 чёрная пешка · a3 чёрная пешка · f3 чёрный король | g8 белый конь · h8 чёрный конь · f7 белый конь · g6 белая пешка · a4 белый король · b4 чёрная пешка · a3 чёрная пешка · f3 чёрный король | 4 |
| 3 | g8 белый конь · h8 чёрный конь · f7 белый конь · g6 белая пешка · a4 белый король · b4 чёрная пешка · a3 чёрная пешка · f3 чёрный король | g8 белый конь · h8 чёрный конь · f7 белый конь · g6 белая пешка · a4 белый король · b4 чёрная пешка · a3 чёрная пешка · f3 чёрный король | g8 белый конь · h8 чёрный конь · f7 белый конь · g6 белая пешка · a4 белый король · b4 чёрная пешка · a3 чёрная пешка · f3 чёрный король | g8 белый конь · h8 чёрный конь · f7 белый конь · g6 белая пешка · a4 белый король · b4 чёрная пешка · a3 чёрная пешка · f3 чёрный король | g8 белый конь · h8 чёрный конь · f7 белый конь · g6 белая пешка · a4 белый король · b4 чёрная пешка · a3 чёрная пешка · f3 чёрный король | g8 белый конь · h8 чёрный конь · f7 белый конь · g6 белая пешка · a4 белый король · b4 чёрная пешка · a3 чёрная пешка · f3 чёрный король | g8 белый конь · h8 чёрный конь · f7 белый конь · g6 белая пешка · a4 белый король · b4 чёрная пешка · a3 чёрная пешка · f3 чёрный король | g8 белый конь · h8 чёрный конь · f7 белый конь · g6 белая пешка · a4 белый король · b4 чёрная пешка · a3 чёрная пешка · f3 чёрный король | 3 |
| 2 | g8 белый конь · h8 чёрный конь · f7 белый конь · g6 белая пешка · a4 белый король · b4 чёрная пешка · a3 чёрная пешка · f3 чёрный король | g8 белый конь · h8 чёрный конь · f7 белый конь · g6 белая пешка · a4 белый король · b4 чёрная пешка · a3 чёрная пешка · f3 чёрный король | g8 белый конь · h8 чёрный конь · f7 белый конь · g6 белая пешка · a4 белый король · b4 чёрная пешка · a3 чёрная пешка · f3 чёрный король | g8 белый конь · h8 чёрный конь · f7 белый конь · g6 белая пешка · a4 белый король · b4 чёрная пешка · a3 чёрная пешка · f3 чёрный король | g8 белый конь · h8 чёрный конь · f7 белый конь · g6 белая пешка · a4 белый король · b4 чёрная пешка · a3 чёрная пешка · f3 чёрный король | g8 белый конь · h8 чёрный конь · f7 белый конь · g6 белая пешка · a4 белый король · b4 чёрная пешка · a3 чёрная пешка · f3 чёрный король | g8 белый конь · h8 чёрный конь · f7 белый конь · g6 белая пешка · a4 белый король · b4 чёрная пешка · a3 чёрная пешка · f3 чёрный король | g8 белый конь · h8 чёрный конь · f7 белый конь · g6 белая пешка · a4 белый король · b4 чёрная пешка · a3 чёрная пешка · f3 чёрный король | 2 |
| 1 | g8 белый конь · h8 чёрный конь · f7 белый конь · g6 белая пешка · a4 белый король · b4 чёрная пешка · a3 чёрная пешка · f3 чёрный король | g8 белый конь · h8 чёрный конь · f7 белый конь · g6 белая пешка · a4 белый король · b4 чёрная пешка · a3 чёрная пешка · f3 чёрный король | g8 белый конь · h8 чёрный конь · f7 белый конь · g6 белая пешка · a4 белый король · b4 чёрная пешка · a3 чёрная пешка · f3 чёрный король | g8 белый конь · h8 чёрный конь · f7 белый конь · g6 белая пешка · a4 белый король · b4 чёрная пешка · a3 чёрная пешка · f3 чёрный король | g8 белый конь · h8 чёрный конь · f7 белый конь · g6 белая пешка · a4 белый король · b4 чёрная пешка · a3 чёрная пешка · f3 чёрный король | g8 белый конь · h8 чёрный конь · f7 белый конь · g6 белая пешка · a4 белый король · b4 чёрная пешка · a3 чёрная пешка · f3 чёрный король | g8 белый конь · h8 чёрный конь · f7 белый конь · g6 белая пешка · a4 белый король · b4 чёрная пешка · a3 чёрная пешка · f3 чёрный король | g8 белый конь · h8 чёрный конь · f7 белый конь · g6 белая пешка · a4 белый король · b4 чёрная пешка · a3 чёрная пешка · f3 чёрный король | 1 |
|   | a | b | c | d | e | f | g | h |   |

1.Kg5+! Крf4 2.g7

2…Кg6 3.Крb3 Кр:g5 4.Крa2

(возможно и 4.Kpc2 a2 5.Kpb2 b3 6.Kpa1 Kpf4 7.Kf6 Ke7 8.Kd5+ K:d5 9.g8Ф Ke3 10.Ф:b3 с выигрышем)

4...Kpf4 5.Кf6 Кe7 6.Кd5+ 

или 4…Крh4 5.Кh6 Кe7 6.Кf5+

2…Кf7 3.Кe6+ Крe5 4.Крb3 Кр:e6 5.Крa2

(здесь нельзя 5.Kpc2? a2 6.Kpb2 b3 7.Kpa1 Kpd6! 8.Ke7 Kh6 9.Kf5+ K:f5 10.g8Ф Kd4 и из-за угрозы чёрных Kс2+ получается позиционная ничья)
5…Крd6 6.Кe7 Кh6 7.Кf5+ 

или 5…Крe5 6.Кf6 Кh6 7.Кg4+ и выигрывают.

## Авторский сборник этюдов
- Кофман Р. М. Избранные этюды С. Каминера и М. Либуркина. М.: Физкультура и спорт, 1981, 160 стр.